# Adolf Berman
Adolf Abraham Berman, Awraham Berman, ps. „Borowski”, „Adam” hebr. אברהם ברמן (ur. 17 października 1906 w Warszawie, zm. 3 lutego 1978 w Tel Awiwie) – polski i izraelski działacz społeczny i polityk o poglądach komunistycznych, doktor filozofii, sekretarz Żegoty, poseł do Krajowej Rady Narodowej i deputowany Knesetu. Brat Jakuba Bermana.

## Życiorys

### Praca naukowa
Absolwent filozofii Uniwersytetu Warszawskiego. Napisaną przez niego pracę magisterską, którą przedstawił do obrony w 1931, uznano za rozprawę doktorską, nadając mu odpowiedni tytuł. Był psychologiem oraz nauczycielem w gimnazjach warszawskich, prowadził badania naukowe w dziedzinie psychologii oraz wdrażał pionierski w Polsce system poradnictwa zawodowego.

### Działalność społeczna i polityczna w Polsce
Od 1926 członek partii Poalej Syjon – Lewica, redaktor polskojęzycznego organu tej partii; wydawał w języku jidysz tygodnik „Arbeter Cajtung”.
W czasie II wojny światowej posługiwał się pseudonimem Borowski lub Adam Borowski. Był jednym z założycieli i przywódców utworzonego w 1942 Bloku Antyfaszystowskiego oraz współredagował jego organ – „Der Ruf”. Podczas wojny był dyrektorem żydowskiej organizacji charytatywnej, Centrali Związku Towarzystw Opieki nad Sierotami i Dziećmi Opuszczonymi „Centos”. Organizacja opiekowała się dziećmi (poniżej 14 roku życia) w getcie warszawskim; utrzymywała sierocińce, internaty i półinternaty, kluby i kuchnie dla dzieci. Organizowała obchody świąt. Pod jej opieką znajdowało się ok. 3/4 dzieci z ogólnej ich liczby wynoszącej ok. 100 tys. Berman pomagał także Żydom w ucieczkach z getta. Był odpowiedzialny za wyszukiwanie kontaktów z Polakami po „aryjskiej stronie”, co mógł robić względnie swobodnie, gdyż nie miał semickich rysów. We wrześniu 1942 wraz żoną Barbarą opuścił getto i zamieszkał po „stronie aryjskiej”.
W czasie powstania w getcie warszawskim wspólnie z Leonem Feinerem był autorem depesz informujących Londyn o wydarzeniach, w tym o masowej likwidacji społeczności żydowskiej, i wzywających aliantów do pomocy. W ostatniej, trzeciej depeszy z 11 maja 1943 rozgoryczony pisał o braku reakcji świata na dokonującą się masakrę.
Po wielkiej akcji deportacyjnej w lecie 1942 kontynuował podziemną działalność – m.in. ocalił ostatnie notatki historyka warszawskiego getta Emanuela Ringelbluma. Był członkiem prezydium Żydowskiego Komitetu Narodowego (ŻKN) i jego reprezentantem wobec polskiego podziemia. Pełnił funkcję sekretarza w prezydium „Żegoty”. Zaprzyjaźnił się wówczas z Władysławem Bartoszewskim, który miał pseudonim Ludwik Borowski; znajomość ta przetrwała wiele lat. Był współautorem, wspólnie z Leonem Feinerem i Icchakiem Cukiermanem, listu informującego świat o systematycznym wymordowywaniu społeczności żydowskiej w okupowanej Polsce. Pisał w nim także o bliskich i serdecznych stosunkach łączących ŻKN z przedstawicielami walczącej Polski Podziemnej. W styczniu 1944 został kierownikiem referatu żydowskiego Krajowej Rady Narodowej. W tym samym miesiącu był szantażowany przez szmalcowników, którzy według Zofii Rudnickiej zażądali od niego pół miliona złotych. Szantażystów udało się zidentyfikować i zlikwidować.
Podczas powstania warszawskiego wchodził w skład Rady Politycznej Armii Ludowej na Żoliborzu.
Rząd RP w Londynie poprzez delegata w Warszawie przekazywał pieniądze, wpłacane przez Joint i Światowy Kongres Żydów, na pomoc dla Żydów w Polsce, m.in. Adolfowi Bermanowi „Borowskiemu” dla Lewicy Poalej Syjon. Starano się także uratować chociaż niektórych Żydów wskazanych imiennie przez Reprezentację Polskich Żydów, m.in. Adolfa Bermana.

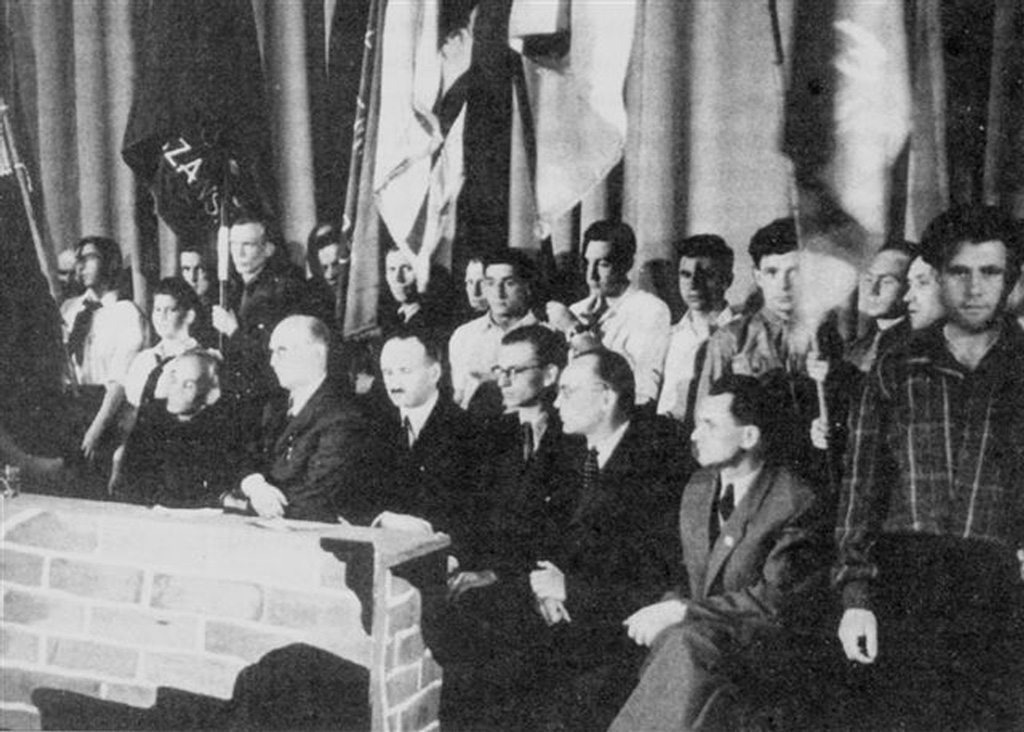
Działacze Żegoty w kwietniu 1946. Od prawej siedzą: Piotr Gajewski, Marek Ferdynand Arczyński, Władysław Bartoszewski, Adolf Berman i Tadeusz Rek

W 1945 został wiceprzewodniczącym, a potem, do 1949, przewodniczącym Centralnego Komitetu Żydów Polskich. Latem 1946 uczestniczył w rozmowach z Ministerstwem Bezpieczeństwa Publicznego, Ministerstwem Sił Zbrojnych i Ministerstwem Obrony Narodowej, które doprowadziły do czasowego otwarcia granic Polski dla masowej emigracji Żydów. Odwiedził obóz w Treblince, gdzie zginęli jego bliscy i dzieci, nad którymi sprawował opiekę w getcie, co zrobiło na nim wstrząsające wrażenie. Po wojnie Władysław Bartoszewski odwiedził Bermana w Centralnym Komitecie Żydów Polskich, gdzie ten przyjął go, jak pisze Bartoszewski – „bardzo ciepło, mimo tego, iż nie miał on wątpliwości, że jestem oficerem AK i że znajduje się w innym obozie politycznym”. Dwukrotnie, w 1946 i 1948, Berman, korzystając ze swoich koneksji, wyciągnął z więzienia Władysława Bartoszewskiego. Jednak w kwietniu 1949 Adolf Berman został usunięty ze stanowiska przewodniczącego CKŻP, za czym stał Szymon Zachariasz, zastąpił go komunista Grzegorz Smolar. W 1949 Bartoszewskiego aresztowano po raz trzeci, tym razem pozostał w więzieniu przez pięć lat.
W 1950, wobec coraz dalej idącej marginalizacji CKŻP i ograniczenia jego autonomii, Berman zdecydował się na wyjazd do Izraela.

### W Izraelu
Jako Awraham Berman w latach 1951–1955 był deputowanym Knesetu II kadencji, do którego dostał się z listy Mapam . W wyniku rozłamu w Mapam został członkiem Frakcji Lewicowej (hebr. סיעת שמאל, Si’at smol), a od 1954 był członkiem Komunistycznej Partii Izraela (Maki) i wchodził w skład jej władz . Napisał książkę, w której opisał swoje wspomnienia z getta warszawskiego. Był przewodniczącym izraelskiej Organizacji Bojowników Antyfaszystów oraz członkiem prezydium Światowej Organizacji Partyzantów Żydowskich i Byłych Więźniów . Zeznawał w procesie Adolfa Eichmanna (1961), a także w sprawie Wiery Gran.
Będąc Izraelczykiem, Adolf Berman nie wyzbył się polskości. Piastował stanowisko redaktora naczelnego marksistowskiego miesięcznika „Walka” – wydawanego w języku polskim w latach 1958–1965. Był też jednym z najaktywniejszych działaczy Ligi Przyjaźni Izraelsko-Polskiej. Język polski pozostał przeważającym językiem jego licznych korespondencji. Był głównym mówcą na uroczystych akademiach poświęconych pamięci Polaków, ludzi pióra, m.in. Władysława Broniewskiego i Stefana Żeromskiego. W połowie lat 50. Władysław Bartoszewski odnowił przyjaźń z Adolfem Bermanem, z którym korespondował, i w 1963 odwiedził Izrael, kiedy na zaproszenie Instytutu Jad Waszem odbierał dyplom Sprawiedliwy wśród Narodów Świata w imieniu Rady Pomocy Żydom „Żegota”. Adolf Berman pomógł mu wtedy w zbieraniu materiałów do książki Ten jest z ojczyzny mojej, o Polakach ratujących Żydów.
Zmarł na raka w Tel Awiwie w 1978, w wieku 71 lat.

## Życie prywatne

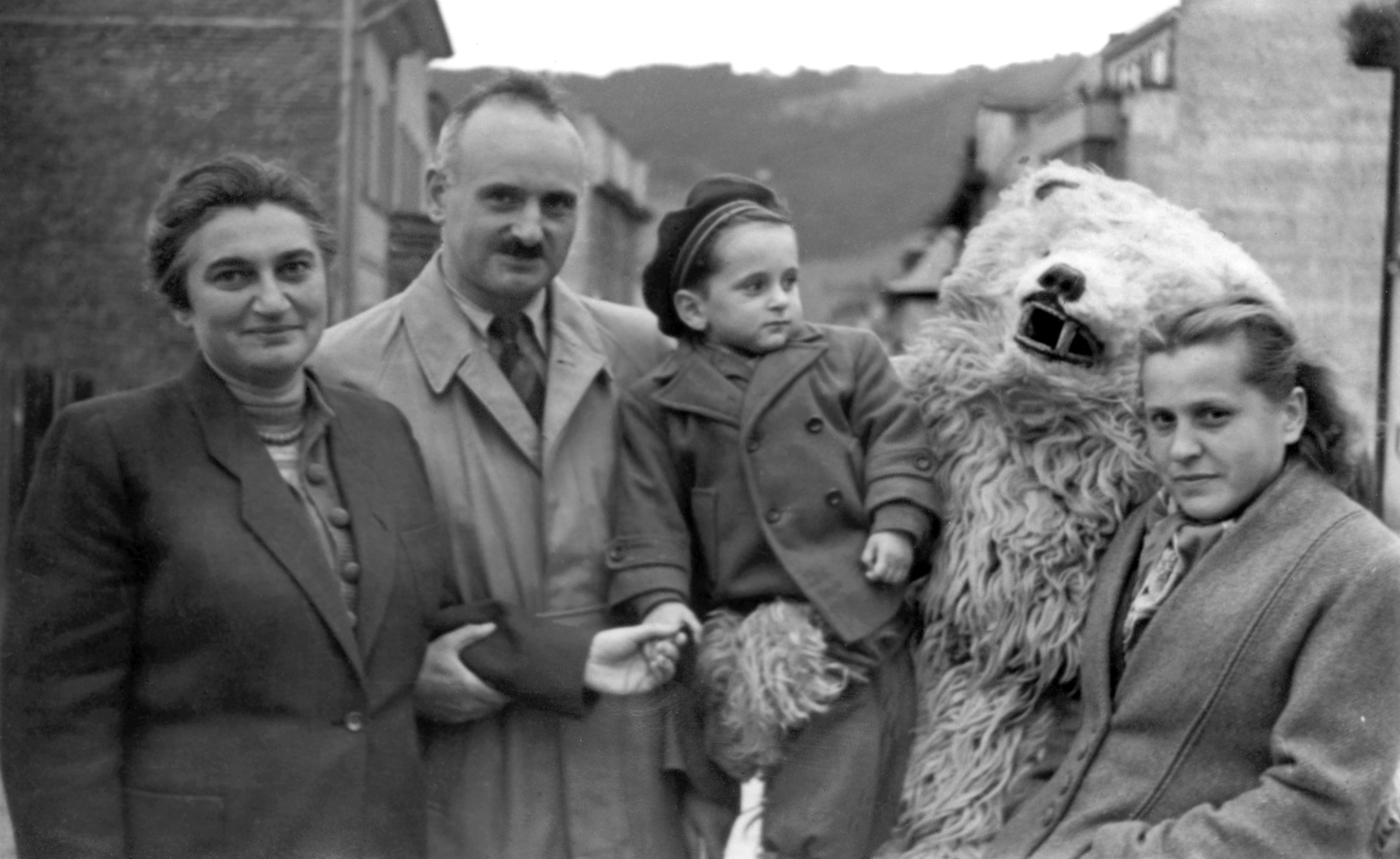
Adolf Berman na zdjęciu z żoną i synem w Polsce w latach 40.

Syn Isera i Guty. Miał dwóch braci: Jakuba i Mieczysława (zginął w Treblince) oraz dwie siostry: Annę (po mężu Wołek, zamordowaną wraz z mężem Pawłem i córką Leną w obozie zagłady w Treblince) i Irenę (po mężu Olecką, 1917–2000). Jakub (1901–1984) pozostał w Polsce, jako wicepremier i członek Komisji Wojskowej Biura Politycznego KC PZPR od maja 1949 nadzorował ludowe Wojsko Polskie, kierował ideologią partii komunistycznej oraz aparatem represji.
Był żonaty z Barbarą (nazywaną Basią) Temkin (1907–1953), z zawodu bibliotekarką, z którą wspólnie ratował mieszkańców getta. Po przyjeździe do Izraela podupadła na zdrowiu, czego przyczyną był niesprzyjający klimat, w 1953 zmarła na zapalenie płuc. Była autorką dziennika z getta, wydanego w Izraelu w 1956 i w Polsce w 2000. Syn, Emanuel (ur. 1946), został psychoanalitykiem i profesorem psychologii klinicznej na Uniwersytecie w Hajfie. Wykładał także w Polsce.

## Ordery i odznaczenia
- Order Krzyża Grunwaldu II klasy (27 czerwca 1947)[23]
- Medal za Warszawę 1939–1945 (17 stycznia 1946)[24]

## Publikacje
- W sprawie przedmiotu i podziału psychologii społecznej[25] (1932)
- Głos z otchłani[26] (1944)
- Mi-yeme ha-maḥteret[27] (1971)
- Ba-Makom asher ya‘ad li ha-goral: ‘Im Yehude Varshah 1939–1942[28] (1977)
- Vos der goyrl hoṭ mir basherṭ. Miṭ Yidn in Ṿarshe, 1939–1942[29] [Co mi przeznaczył los. Z Żydami w Warszawie][30] (1980)